# Essau Kanyenda
Essau Kanyenda (né le 27 septembre 1982) est un footballeur malawite, qui joue au poste d'attaquant pour le Malawi.

## Sélection nationale
Msowoya a joué avec le Malawi à diverses occasions. Lors des qualifications pour la Coupe du monde 2010.